# Musée du centre de recherche de l'Acropole
Ne doit pas être confondu avec Musée de l'Acropole d'Athènes.
Le musée du centre de recherche de l'Acropole (en grec moderne : Κέντρο Μελετών Ακροπόλεως) est un musée d'Athènes, en Grèce, qui fait partie du musée de l'Acropole d'Athènes et de ses ateliers de recherche. Situé dans le quartier de Makriyánni, il est installé dans le bâtiment Weiler (el), du nom de l'ingénieur bavarois qui l'a conçu en 1834 et construit en 1836. Il a été créé sous la direction de l'archéologue Évi Touloúpa (en) alors qu'elle était directrice de l'Éphorie des antiquités préhistoriques et classiques d'Athènes.
Après avoir servi d'hôpital militaire et de caserne de gendarmes, le bâtiment Weiler a été remodelé de 1985 à 1987 et transformé en musée. Ses collections comprennent des moulages des sculptures du Parthénon, des maquettes en plâtre de l'Acropole d'Athènes illustrant l'évolution architecturale des monuments du néolithique à l'époque actuelle, ainsi qu'une exposition permanente sur les travaux de conservation et de restauration et des expositions concernant l'Érechthéion et d'autres monuments de l'Acropole.